# Mario Sagario

a Compétitions nationales et continentales officielles uniquement.

b Matchs officiels uniquement.
Dernière mise à jour le 5 juin 2019.
Mario Marcelo Sagario Cagnani, né le 29 juin 1986 à Montevideo, est un joueur uruguayen de rugby à XV qui évolue au poste de pilier droit. Il compte 76 sélections en équipe d'Uruguay.

## Biographie
Mario Sagario est né à Montevideo, deuxième d'une famille de trois enfants fondée par ses parents tous deux nés et élevés en Uruguay ; ses grands-parents sont originaires des villes italiennes de Bologne et de Naples et quittent l'Europe à l'issue de la Première Guerre mondiale.
Sagario commence la pratique du sport en club à l'âge de 11 ans, et intègre le club uruguayen du Carrasco Polo Club. S'il est dans un premier temps poussé à pratiquer le football par son père, il est rapidement repéré par l'un des entraîneurs de la section rugby qui lui propose de faire un essai ; il change ainsi définitivement de sport et se convertit au ballon ovale, dans un premier temps en tant que deuxième ligne. Alors qu'il intègre en 2006 l'équipe senior à l'âge de 19 ans, son entraîneur Diego Ormaechea le replace en première ligne, au poste de pilier.
Il obtient sa première cape internationale avec l'équipe d'Uruguay de rugby à XV le 22 juillet 2006 à Montevideo, en affrontant le Chili dans le cadre des qualifications pour la Coupe du monde 2007.
En parallèle de sa carrière sportive, il travaille pour Corporacion América, entreprise de gestion aéroportuaire en Argentine et en Uruguay, et suit des études de comptabilité
Dans le cadre de la Coupe des nations 2009 (en) disputée avec l'Uruguay, Sagario est approché par un journaliste français couvrant les matchs de l'équipe de France A, lui proposant de jouer au rugby dans un club français. Deux semaines après cet échange, le joueur uruguayen est approché par le club de l'US Dax, avec qui il signe finalement un contrat de formation,. En février 2010, alors qu'il a déjà disputé trois rencontres avec l'équipe première cette saison, Sagario signe son premier contrat professionnel avec l'USD. Après deux saisons jouées en 2e division professionnelle, l'US Dax l'autorise à quitter le club, alors en proie à de légères difficultés financières.
Sagario signe alors avec le club espagnol de l'UE Santboiana, en División de Honor ; il y est entraîné par le néo-zélandais Bruce Hemara (en), qui lui permet d'accumuler beaucoup de temps de jeu. À l'issue de son contrat d'une saison, il retourne en France et intègre l'effectif du RC Massy, où il retrouve Régis Rameau, autre pilier qu'il a côtoyé à Dax,.
Avec l'équipe nationale d'Uruguay, il se qualifie pour la Coupe du monde 2015 dans le cadre de la phase de repêchage, en battant en rencontre aller-retour la Russie en juillet 2015. Il quitte ensuite le RC Massy à l'intersaison 2015, afin de rejoindre le groupe des Teros en cours de préparation. Fin août 2015, le groupe uruguayen sélectionné pour la Coupe du monde est annoncé ; Sagario en fait partie, alors qu'il dénombre déjà 45 sélections au sein de l'équipe nationale sud-américaine. Il est l'un des quatre seuls joueurs professionnels du groupe uruguayen. Sagario joue son premier match de Coupe du monde contre le pays de Galles. Il dispute les quatre rencontres de poule en tant que titulaire.
À l'issue de la Coupe du monde, Sagario est approché par de nombreux clubs anglais, sans suite. Il est également appelé par le Munster Rugby pour des essais ; il signe alors au début du mois de novembre un contrat de trois mois avec le Munster Rugby. Son contrat est ensuite prolongé au mois de janvier jusqu'à la fin de la saison,.
Une fois son contrat achevé, Sagario retourne en Uruguay pour évoluer avec son club formateur. Toujours sélectionné avec le XV national, il est nommé capitaine dans le cadre de la tournée automnale en Europe de 2016.
Sagario met un terme à sa carrière internationale fin mai 2019, avant que ne débute la période de préparation pour la Coupe du monde 2019 ; il a ainsi accumulé 76 sélections sur 13 années.
Lors de l'intersaison 2020, il acte son retour en championnat de France, rejoignant le club suisse du Servette Rugby Club de Genève tout juste promu en Fédérale 2.

## Palmarès
- Championnat de France de rugby à XV de 1re division fédérale :
  - Vice-champion : 2014.